# Квемо-Хунци
Квемо-Хунци (груз. ქვემო ხუნწი) — село в Грузии, на территории Мартвильского муниципалитета края (мхаре) Самегрело-Верхняя Сванетия.

## География
Село находится в западной части Грузии, на правом берегу реки Цхенисцкали, на расстоянии приблизительно 2 километров к юго-востоку от города Мартвили, административного центра муниципалитета. Абсолютная высота — 160 метров над уровнем моря.

## Население
По результатам официальной переписи населения 2014 года в Квемо-Хунци проживало 511 человек (246 мужчин и 265 женщин). В национальной структуре населения грузины составляли 99,8 %.
| Год  | Население, человек |
| ---- | ------------------ |
| 2002 | 617                |
| 2014 | ↘ 511              |